# Haragaladevgudda Kaval, Gubbi
Haragaladevgudda Kaval là một làng thuộc tehsil Gubbi, huyện Tumkur, bang Karnataka, Ấn Độ.